# Хедебю

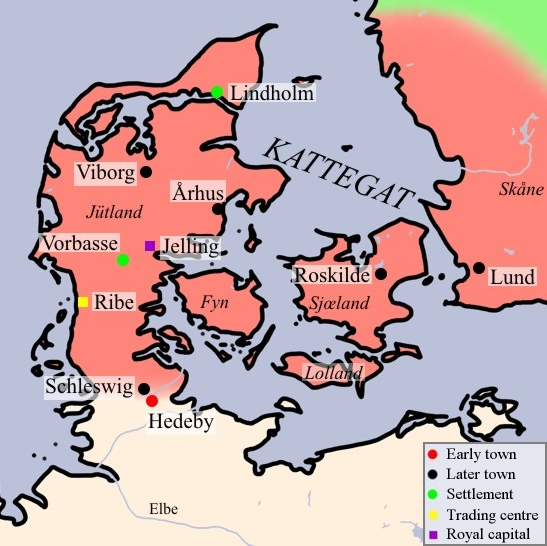
Географічне розташування Хедебю.

Хедебю, Хайтхабу, Хайтабу, Слісторп (нім. Haithabu, дан. Hedeby, д.-ісл. Heiðabýr — від heiðr = пустош, та býr = поселення, двір) — давній визначний торговий центр данських вікінгів у фіорді Шляй, на перехресті торгових шляхів з Балтійського в Північне море.
Про ті далекі часи свідчать пам'ятні камені з рунічними надписами. Один з них є і в городищі Хедебю поблизу села Бусдорф, земля Шлезвіг-Гольштейн, Німеччина.
В наш час ця традиція продовжена встановленням пам'ятного каменя про першу згадку старої нави міста Слііестроп в анналах історії.

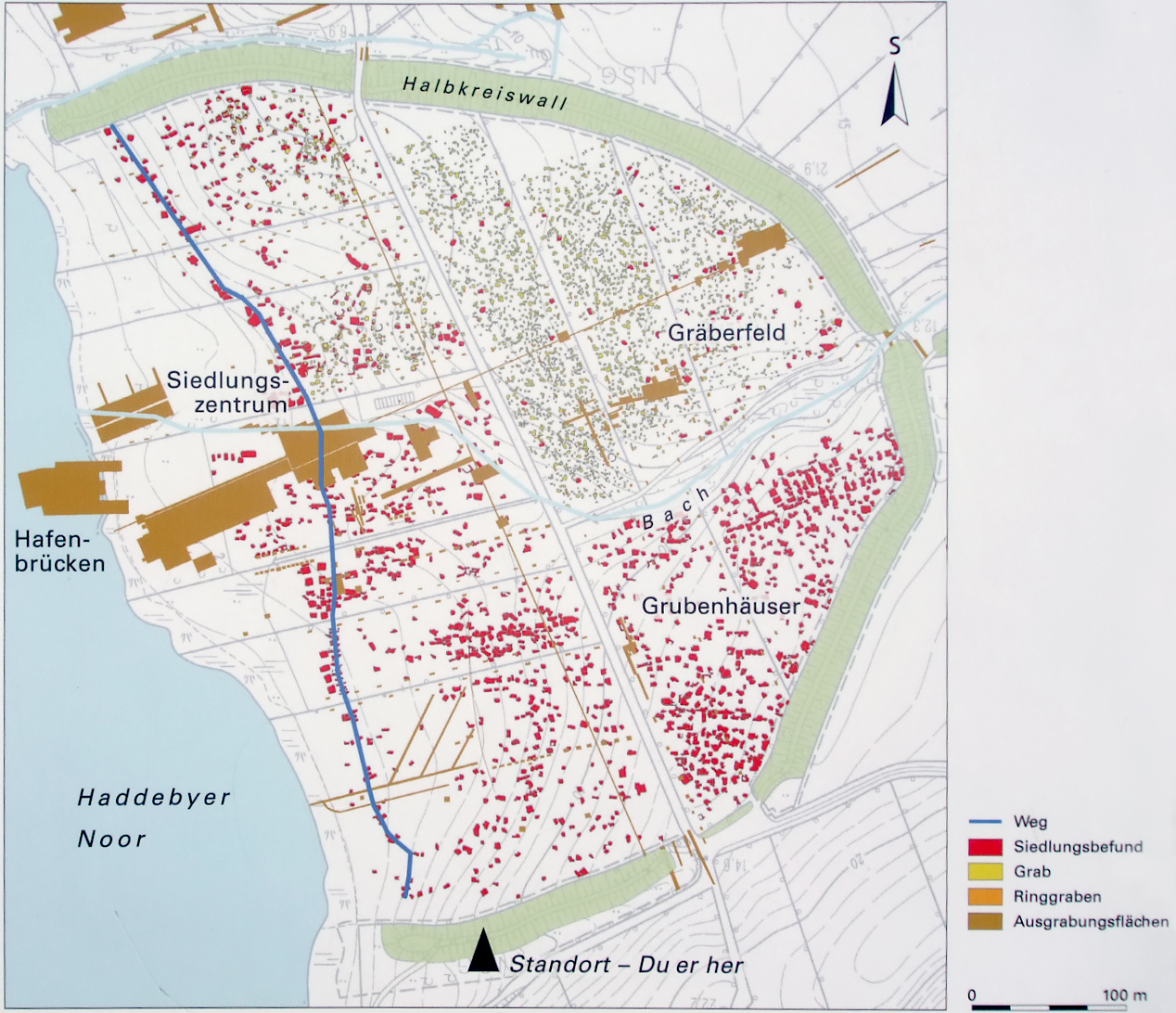
План Хайтхабу

## Історія

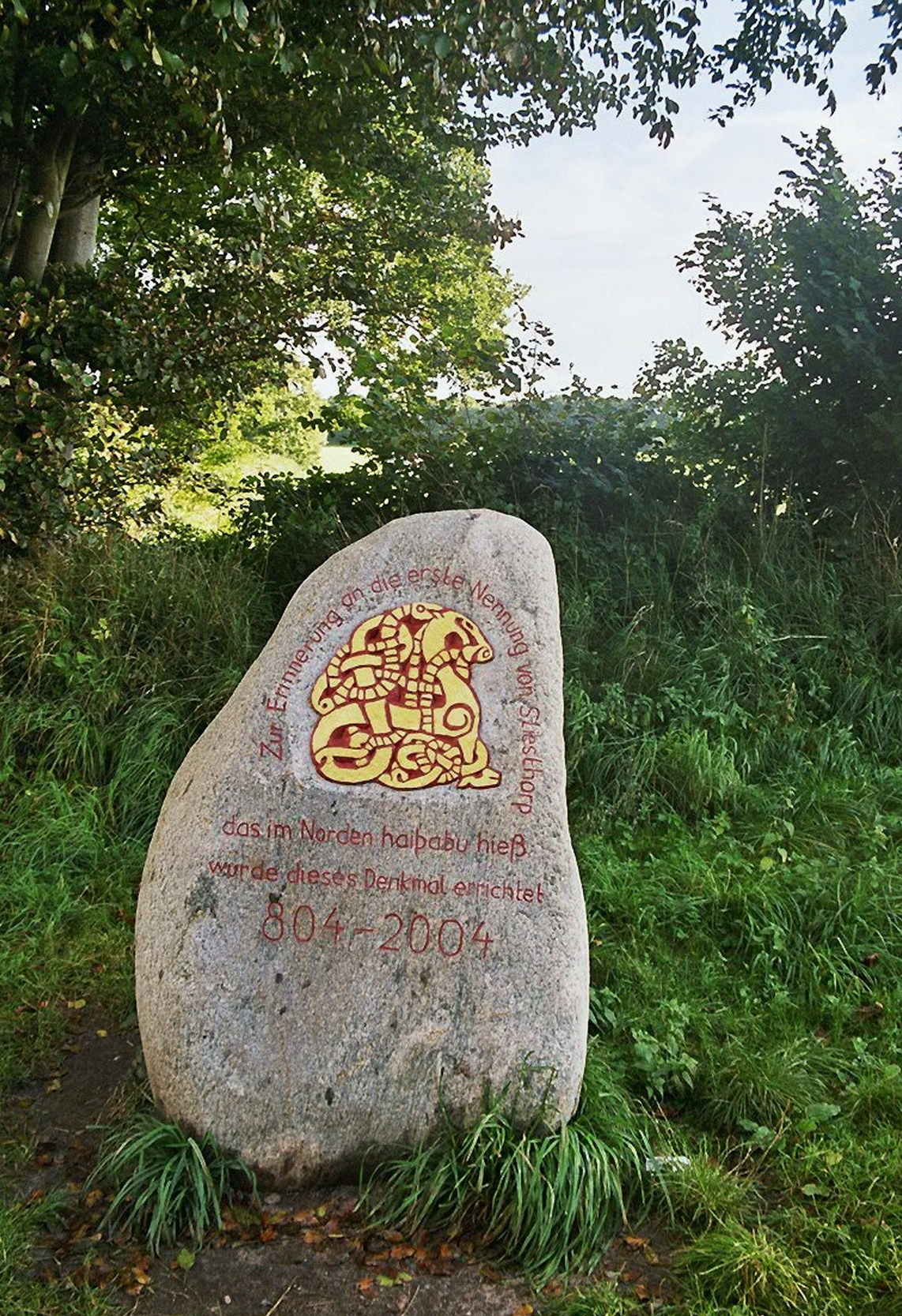
Пам'ятний камінь про першу згадку про Сліесторп (Sliesthorp), як називався Хедебю у 804 р.

Ютландію до середини 5-го ст. заселяли германські племена англів, саксів і ютів, які заселили півострів ще до "Великого переселення народів". Коли римські легіони покинули Британію, вони більшою частиною переселилися туди, а їх залишки відтіснили на південь племена данів зі Скандинавії. Вперше Хедебю згадано в Аналах королівства франків під латинською назвою Сліесторп з приводу війни данського короля Гудфреда проти Карла Великого. 
Пізніше Адам Бременський повідомляв, що наприкінці 9-го ст. у південній Ютландії починається правління "шведської династії", започатковане Олавом зі Свеаланда. Саме в цей час і з'являються довкола Хедебю камені з рунічними надписами. Хедебю з дрібного торгового центра перетворюється на велике місто оточене ретельно продуманими фортифікаціями, водогоном, проведеним принаймні до деяких будинків. В місті навіть чеканилася власна монета, так звані напівбракити. 
У 934 р., як повідомляв Відукінд Корвейський — германський король Генріх I Птахолов разбив військо данського короля Гнупе і змусив прийняти християнство. Християнизація йшла так швидко, що у 948 р. місто вже мало власного єпископа. В цей же час Хедебю по дорозі до імператора Оттона І у Магдебургу відвідав арабськомовний купець і дипломат єврейського роду Ібрагим ібн Якуб аль Ісраелі аль ат-Тартуши, як посол від Кордовського халіфату з метою встановлення дипломатичних відносин. Однак Хедебю вже втратив значення торгового центру, бо став ареною боротьби, яка точилася тут протягом століття між данцями, норвежцями, німцями і західними слов'янами. Свідченням тої боротьби залишився високий вал. У середині 11-го ст. місто було напівзруйноване норвезьким королем Гаральдом Суворим, а слов'яни остаточно перетворили Хедебю в руїну. Після цього про нього вже не було згадок в джерелах. Останній раз місцевість в околиці Хедебю стала місцем історичних подій в часи воєн за володіння Шлезвігом і Голштейном у середині 19-го ст. Зараз тут ведуться археологічні дослідження, найцікавіші матеріали експонуються у розташованому тут музеї вікінгів.